# Dylan Moran
Pour les articles homonymes, voir Dylan et Moran.
 (février 2019).
Si vous disposez d'ouvrages ou d'articles de référence ou si vous connaissez des sites web de qualité traitant du thème abordé ici, merci de compléter l'article en donnant les références utiles à sa vérifiabilité et en les liant à la section « Notes et références ».
Dylan Moran, né le 3 novembre 1971 à Navan, est un comique, acteur et auteur irlandais.

## Carrière
Dylan Moran est un comédien irlandais, né en 1971 à Navan dans le comté de Meath en Irlande ; il abandonne l’école à 16 ans sans aucune qualification. Après quelques années sabbatiques, il découvre à 20 ans « The Comedy Cellar », un groupe de comédiens faisant du stand-up et se découvre une passion pour la scène.
Sa carrière est lancée à l’âge de 23 ans quand il gagne le prix « So You Think You're Funny » (« Et tu te crois drôle ? ») au Festival international d'Edimbourg.
En 1998, il joue dans une sitcom inédite en France : How Do You Want Me? (Comment tu me veux ?), histoire d’un jeune marié persécuté par sa belle-famille.
En 2000, Black Books arrive sur les petits écrans anglais. L’histoire est celle de Bernard Black (interprété par Dylan Moran), un irlandais, libraire en Angleterre, qui passe ses journées dans le cloaque qui lui sert d’échoppe à entretenir son alcoolisme et sa dépendance aux Marlboros ainsi qu’à terroriser ses clients avec l’aide de sa meilleure (et unique) amie, Fran (interprétée par Tamsin Greig). Mais ce petit équilibre fragile va être bousculé par l’arrivée d’un certain Manny (interprété par Bill Bailey), comptable de métier, il va devenir le souffre-douleur et l’esclave consentant de l’immonde Bernard.
Black Books est une idée originale de Dylan Moran, il écrit seul les premiers épisodes puis se fait aider par un ami, Graham Linehan. La série rencontre un franc succès en Angleterre et arrive en France en 2002 sur Canal+ et, par là-même, dans le monde entier[réf. nécessaire]. Verront le jour 3 saisons de 6 épisodes chacune.
Dylan Moran va aussi jouer plusieurs rôles dans des films réalisés par ses amis comme : Shaun of the Dead d'Edgar Wright (2004), Tournage dans un jardin anglais (Tristram Shandy : A Cock and Bull Story) de Michael Winterbottom (2005) ou encore dans Cours toujours Dennis (Run, Fat Boy, Run) de David Schwimmer (2007) aux côtés de l'un de ses meilleurs amis, Simon Pegg.
Il fait une courte apparition dans Coup de foudre à Notting Hill de Roger Michell (1999) dans lequel il joue Rufus, qu'on voit voler un livre dans la librairie tenue par William Thacker (Hugh Grant).
Mais Dylan Moran est avant tout un homme de stand up comedy, qui pratique un humour cynique et absurde.
Quatre de ses one-man shows sont disponibles en DVD : Monster, Like, Totally, What It Is et Yeah, Yeah. Lors de ses spectacles sont projetés, sur un écran derrière lui, des dessins comiques ou absurdes dont il est l'auteur.

## Spectacles
- 2004 : Monster
- 2006 : Like, Totally
- 2009 : What It Is
- 2011 : Yeah, Yeah
- 2015 : Off The Hook

## Filmographie

### Cinéma
- 1999 : Coup de foudre à Notting Hill : Rufus
- 2003 : The Actors : Tom Quirk
- 2004 : Shaun of the Dead : David
- 2005 : Tournage dans un jardin anglais : Dr. Slop
- 2006 : Tell It to the Fishes : Finn
- 2007 : Cours toujours Dennis : Gordon
- 2008 : A Film with Me in It : Pierce
- 2011 : The Decoy Bride : Charley
- 2014 : Calvary : Michael Fitzgerald

### Télévision
- 1998-1999 : How Do You Want Me? : Ian Lyons
- 2000-2004 : Black Books : Bernard Black